# Technician Third Grade
Technician Third Grade (abbreviato in T/3 o TEC 3) era un grado riservato a personale specialistico dell'Esercito americano durante la Seconda Guerra Mondiale che corrispondeva al grado di Staff sergeant, e chi lo rivestiva era facilmente distinguibile grazie alla grande "T" presente nel distintivo del grado.
I gradi Tecnici furono aboliti dall'ordinamento dell‘U.S. Army nel 1948, anche se il concetto fu reintrodotto poco dopo (nel 1955) con il ruolo di Specialist.

## Tabella dei gradi nelloU.S. Armydal 1920 al 1942
| 1º grado        | 2º grado       | 2º grado           | 3º grado       | 4º grado | 5º grado | 6º grado                         | 7º grado          |
| --------------- | -------------- | ------------------ | -------------- | -------- | -------- | -------------------------------- | ----------------- |
|                 |                |                    |                |          |          |                                  | (nessuna insegna) |
| Master Sergeant | First sergeant | Technical sergeant | Staff sergeant | Sergeant | Corporal | Private First Class / Specialist | Private           |
| M/Sgt.          | 1st Sgt.       | T/Sgt.             | S/Sgt.         | Sgt.     | Cpl.     | Pfc.                             | Pvt.              |

## Tabella dei gradi nelloU.S. Armydal 1942 al 1948
| 1º grado       | 1º grado        | 2º grado           | 3º grado       | 3º grado               | 4º grado | 4º grado                | 5º grado | 5º grado               | 6º grado            | 7º grado          |
| -------------- | --------------- | ------------------ | -------------- | ---------------------- | -------- | ----------------------- | -------- | ---------------------- | ------------------- | ----------------- |
|                |                 |                    |                |                        |          |                         |          |                        |                     | (nessuna insegna) |
| First sergeant | Master sergeant | Technical sergeant | Staff sergeant | Technician Third Grade | Sergeant | Technician Fourth Grade | Caporale | Technician Fifth Grade | Private first class | Private           |
| 1st Sgt.       | M/Sgt.          | T/Sgt.             | S/Sgt.         | T/3.                   | Sgt.     | T/4.                    | Cpl.     | T/5.                   | Pfc.                | Pvt.              |